# András Terpó
Prof. Dr. András Terpó ( 1925) es un botánico húngaro, que trabajó en la "Universidad de Agricultura", de Budapest.

## Algunas publicaciones
- 2002. Problems of Taxonomy and Conservation of Pyrus, Vitis, Cerasus mahaleb, ev. Prunus, Cerasus, Malus Ribes 29. ISBN 3-907866-60-6

### Libros
- zoltán Kárpáti; andrás Terpó. 1971. Alkalmazott növényföldrajz (Plantas aplicadas). 287 pp.
- andrás Terpó, kertészeti Egytem. 1978. A fák és a város : a települések zöldterületeinek létesítése, fenntartása és biológiai kérdései (Los árboles y los municipios de la ciudad zöldterületeinek establecimiento, mantenimiento y los materiales). ISBN 963-230-283-4
- Mochnacký, s; andrás Terpó. 1994. Antropization and environment of rural settlements : flora and vegetation : proceedings of international conference. Sátoraljaújhely 22-26. 242 pp. ISBN 80-7097-304-8

- La abreviatura «Terpó» se emplea para indicar a András Terpó como autoridad en la descripción y clasificación científica de los vegetales.[1]